# Hyphydrus burgeoni
Hyphydrus burgeoni is een keversoort uit de familie waterroofkevers (Dytiscidae). De wetenschappelijke naam van de soort is voor het eerst geldig gepubliceerd in 1930 door Gschwendtner.